# Alexander de Voogt
Alexander Johan de Voogt, spesso abbreviato in Alex de Voogt (Baarn, 3 maggio 1970), è uno psicologo olandese dell'Università di Leiden a cui si devono importantissimi contributi nello studio dei giochi africani e asiatici della famiglia dei mancala.
Insieme a Philip Townsend, è uno dei più noti ricercatori di questo settore. Le sue opere vertono soprattutto sul confronto fra i meccanismi di pensiero messi in atto dai campioni dei mancala tradizionali e l'approccio ai giochi astratti tipico della logica occidentale (e formalizzabile in termini di intelligenza artificiale).
Insieme a Irving Finkel ha fondato il gruppo di studio Board Game Studies Colloquium, che si dedica allo studio delle tradizioni ludiche dell'umanità. Ciascuno studioso che vi partecipa analizza il fenomeno dei giochi da tavolo secondo le proprie prospettive scientifiche, approfondendone gli aspetti storici, matematici, etnografici e antropologici. 
Alex De Voogt è direttore della rivista Board Game Studies, la più importante rivista scientifica sullo studio dei giochi da tavolo tradizionali.

## Biografia
De Voogt si avvicinò allo studio dei mancala nel 1990, mentre si trovava a Zanzibar per uno studio sul campo della lingua swahili. In questo periodo realizzò la prima trascrizione nota delle regole bao (uno dei mancala più complessi) intervistando i più grandi giocatori di Zanzibar. Nel 1995 ottenne il dottorato all'Università di Leiden con la tesi Limits of the Mind: Towards a Characterization of Bao Mastership, e in seguito fondò la propria attività accademica sullo studio dei mancala tradizionali. Le sue pubblicazioni trattano di numerosi giochi di questa famiglia, inclusi il Katro (Madagascar), l'Owela (Namibia), il Warri (Barbados), lo Hawalis (Oman), l'Ohvalhu (Maldive), il Dakon e l'Olinda (Sri Lanka).

## Pubblicazioni (elenco parziale)
- Limits of the mind: Towards a characterisation of the bao mastership, 1995
- New approaches to board games research: asian origins and future perpectives, 1995
- Mancala Board Games, British Museum Press, Londra 1997
- Seeded players: East African game of Bao, Natural History, New York, 1998.
- Distribution of mancala board games: A methodological Inquiry, «Board Games Studies» 2, 1999, pp. 104–114.
- (con H. H. L. M. Donkers e J. W. H. M Uiterwijk) Human versus machine problem-solving: Winning openings in Dakon, in «Board Games Studies», 3, pp. 79–88, 2000
- (con H. H. L. M. Donkers e J. W. H. M. Uiterwijk) Mancala games: Topics in mathematics and artificial intelligence, in Proceedings of the Colloquium Board Games in Academia IV, Fribourg: Edition Universitaire 2001, pp. 133–146.
- (con F. Gobet e J. Retschitzki) Moves in Mind: The Psychology of Board Games. Psychology Press, Hove 2004.
- "A question of excellence, a century of African masters". Africa World Press, Trenton NJ 2005.